# أذن الفأر المفترش
أذن الفأر المفترش (الاسم العلمي: Myosotis decumbens) هو نوع من النباتات يتبع جنس أذن الفأر من الفصيلة الحمحمية.